# NGC 2994
NGC 2994 је лентикуларна галаксија у сазвежђу Лав која се налази на NGC листи објеката дубоког неба.
Деклинација објекта је + 22° 5' 21" а ректасцензија 9h 47m 16,1s. Привидна величина (магнитуда) објекта NGC 2994 износи 13,0 а фотографска магнитуда 14,0. NGC 2994 је још познат и под ознакама UGC 5239, MCG 4-23-35, CGCG 122-82, IRAS 09444+2219, PGC 28122.